# Ринго (спортивная игра)

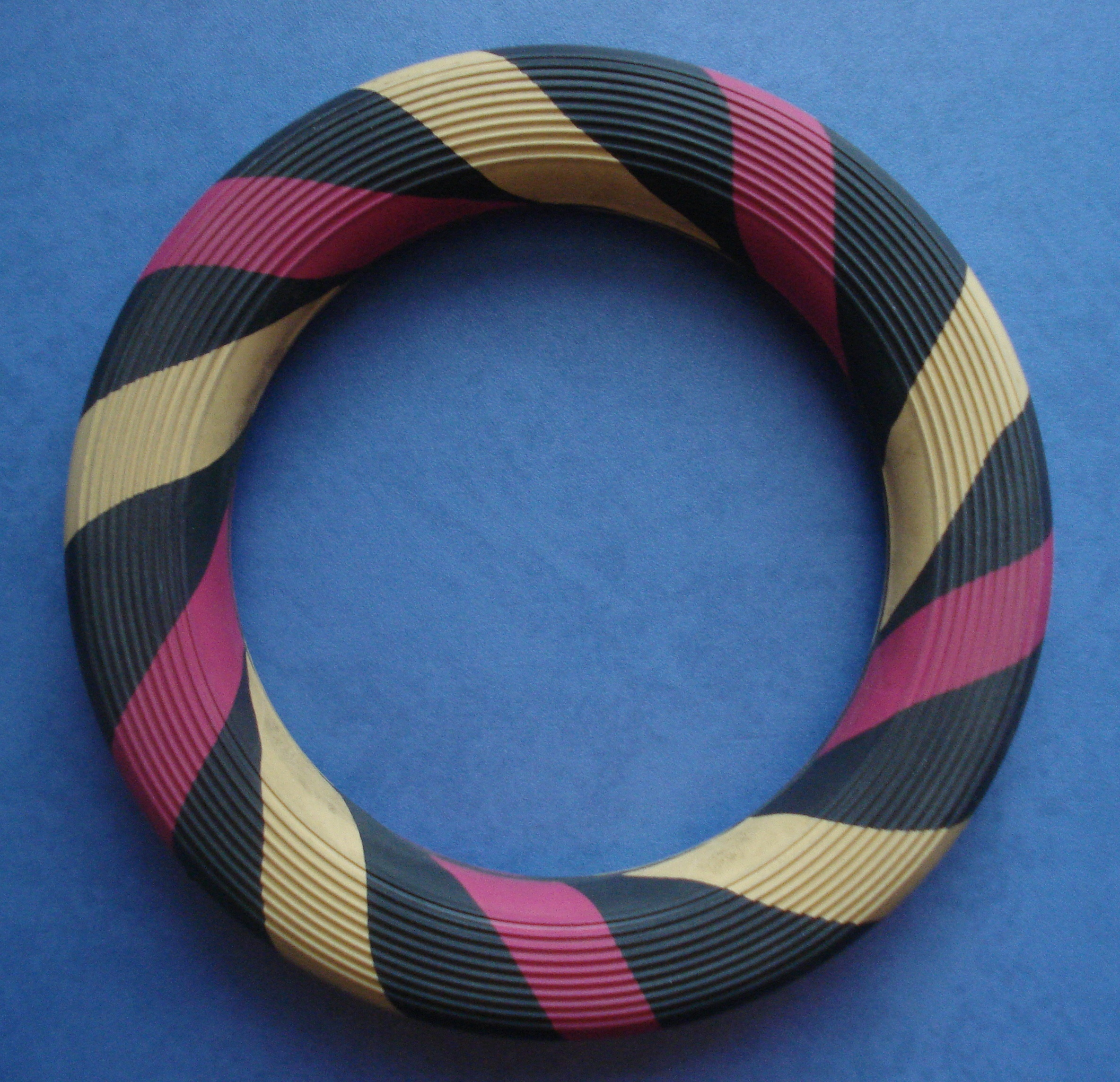
Кольцо для игры в ринго

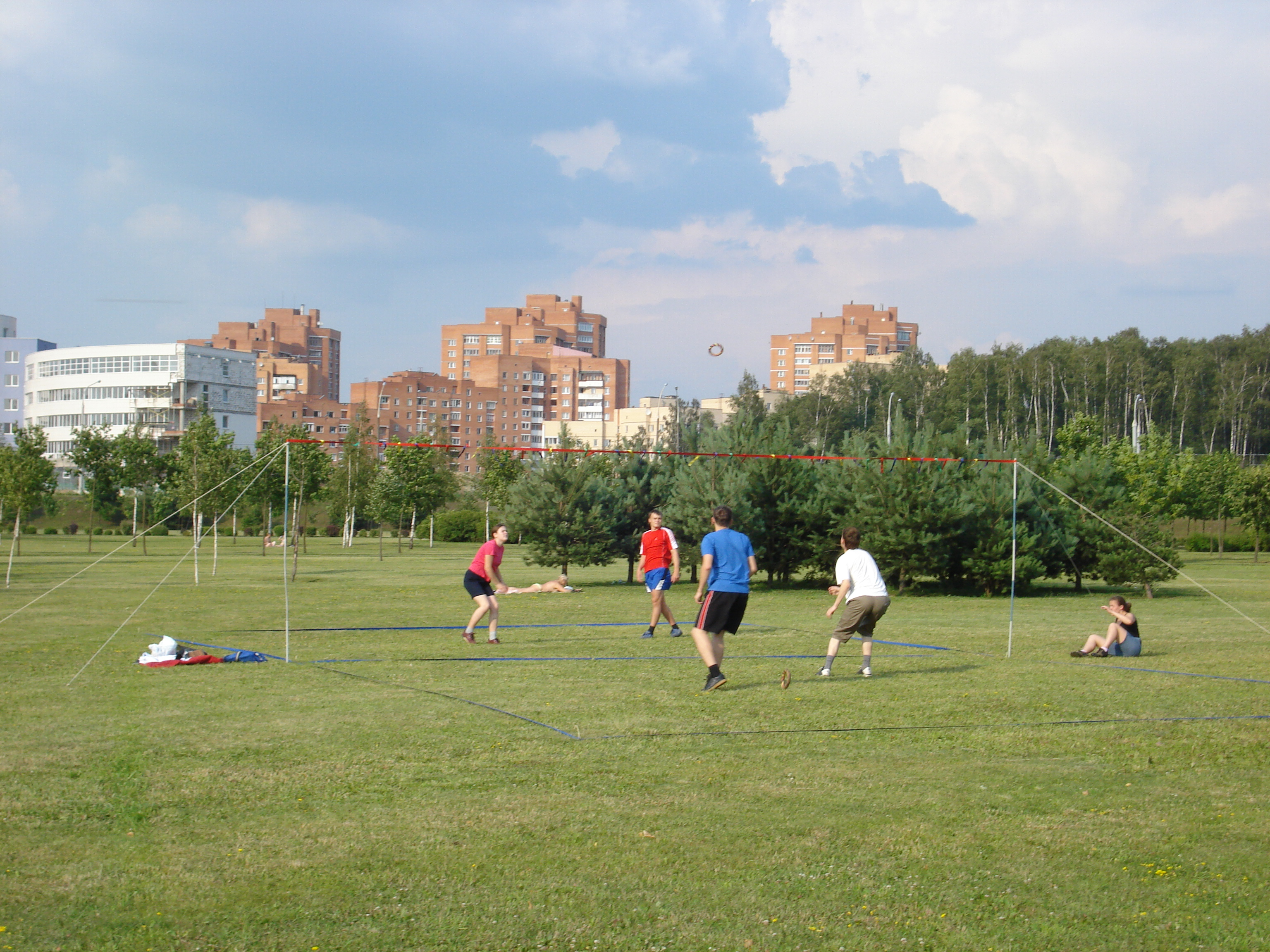
Площадка для игры в ринго

Ринго (пол. ringo, бел. рынга, рус. ринго) — спортивная игра с одним или двумя кольцами, в которой два игрока или две команды соревнуются на специальной площадке, разделённой сеткой. Цель игры — направить одно или два кольца над сеткой, чтобы оно или они коснулись площадки соперника, и предотвратить такую же попытку с его стороны. Розыгрыш кольца (колец) происходит до их падения или до команды судьи «стоп». Во время розыгрыша игрок может завоевать 1 или 0 очков, а команды 0-2 очка.

## История
Игра ринго зародилась в 1959 году. Впервые в неё стали играть в Республике Польша, а основателем и создателем стал Владимир Стрижевский. В то время он был капитаном сборной команды Польши по фехтованию. Стрижевский не смог поехать вместе с командой в спортивный лагерь, чтобы подготовиться к выступлению на чемпионате мира в Турине. Ему пришлось отдельно от команды готовиться к выступлению. В процессе подготовки появилась новая спортивная игра ринго, которая и помогла ему завоевать серебряную медаль в командных соревнованиях на чемпионате мира по фехтованию на шпагах.

## Инвентарь
Инвентарём для спортивной игры ринго является резиновое круглое кольцо весом 160—165 г, диаметром 17 см, имеющее декомпрессионное отверстие, с рифлёной верхней и нижней его частью. Свойства кольца дают возможность свести травматизм пальцев к минимуму.

## Площадка
Для игры в ринго может использоваться волейбольная площадка (9х18 метров) и сетка (243 см). В личном первенстве площадка на метр уже (8х18 метров). Соревнования по этому виду спорта проводятся среди людей различного возраста, поэтому размеры площадки могут варьироваться.